# Mr. Big
Mr. Big är ett amerikanskt rockband, bildat 1988 och aktivt fram till 2002. Det bestod ursprungligen av sångaren Eric Martin, gitarristen Paul Gilbert, basisten Billy Sheehan och trumslagaren Pat Torpey. Gilbert lämnade bandet 1997 och ersattes av Richie Kotzen. I juni 2009 återuppstod originalsättningen för en Japanturné. 
Mr. Big gav ut sitt första album, Mr. Big, 1989. Deras andra album, Lean Into It från 1991, innehöll deras största hit "To Be With You". Bandet blev även känt för sina experimentella bas- och gitarrsolon och riff, som kan återfinnas i låtar som "Addicted to That Rush" från debutalbumet.

## Medlemmar
Nuvarande medlemmar
- Eric Martin – sång (1988–2002, 2009– )
- Billy Sheehan – basgitarr, bakgrundssång (1988–2002, 2009– )
- Paul Gilbert – gitarr, bakgrundssång (1988–1999, 2009– )

Tidigare medlemmar
- Richie Kotzen – gitarr, bakgrundssång (1999–2002)
- Pat Torpey – trummor, slagverk, bakgrundssång (1988–2002, 2009–2018; död 2018)

Turnerande medlemmar
- Matt Starr – trummor, bakgrundssång (2014– )

## Diskografi
Studioalbum
- 1989 – Mr. Big
- 1991 – Lean Into It
- 1993 – Bump Ahead
- 1996 – Hey Man
- 1999 – Get Over It
- 2001 – Actual Size
- 2011 – What If...
- 2014 – ...The Stories We Could Tell
- 2017 – Defying Gravity

Samlingsalbum
- 1996 – Big Bigger Biggest
- 2000 – Deep Cuts

DVD
- 1992 – Live in San Francisco